# Jan Renkema
Jan Renkema (Haren, 1948) is emeritus hoogleraar tekstkwaliteit aan de Universiteit van Tilburg. Hij studeerde algemene taalwetenschap aan de Vrije Universiteit in Amsterdam en promoveerde in 1981 op De Taal van Den Haag. Hij was onder andere taalkundig adviseur bij de Tweede Kamer (1975-1978), buitengewoon hoogleraar cultuurwetenschappen aan de Open Universiteit (1986-1989) en bijzonder hoogleraar taalverzorging (1999-2004).
Renkema is auteur van de Schrijfwijzer (1979). Van dit boek zijn bijna een half miljoen exemplaren verkocht. Hij was een tiental jaren eindredacteur van het maandblad Onze Taal (1977-1986). In die periode werd het maandblad een toonaangevend populair-wetenschappelijk tijdschrift. Hij schreef de Leidraad bij het Groene Boekje uit 1995, en publiceerde later een pamflet over de nieuwe spelling: Geef de spelling wat speling (2006).
Hij verrichtte veel onderzoek voor de overheid, met als startpunt een kritische analyse van de troonrede van 1975, samen met de toenmalige Kamervoorzitter Anne Vondeling. Daarna volgde begrijpelijkheidsonderzoek, o.a. voor de Belastingdienst, met publicaties als Taal mag geen belasting zijn (1994). Hij was ook oprichter van het Engelstalige tijdschrift Document Design (2000) dat later werd voortgezet als Information Design.
Verder was hij onder andere lid van het Stichtingsbestuur Universiteit voor Humanistiek en supervisor van de Nieuwe Bijbelvertaling, en publiceerde hij samen met Pius Drijvers een vertaling van het Hooglied. Ook voerde hij gesprekken over stilte in Onder Woorden (1992) en schreef hij interviews, onder andere met politici in Wat bezielt het Binnenhof? (2004). 
Ten behoeve van vakgenoten en studenten schreef hij Tekst en uitleg: een inleiding in de tekstwetenschap, dat vertaald is in het Engels (Introduction to Discourse Studies), en daarna ook in het Japans, Koreaans en Spaans. In 2009 verscheen een speciale Chinese uitgave. Renkema was Fulbright scholar in Berkeley en verzorgde gastcolleges, onder andere aan de universiteiten van Buenos Aires, Kunming, Osaka, Stellenbosch, Sydney, Vancouver en Valparaíso.
Verder was hij voorzitter van de Internationale Vereniging voor Neerlandistiek, de IVN (2006-2015). In die periode ontwikkelde dit relatief los docentenplatform zich tot dé belangenorganisatie van de neerlandistiek wereldwijd.
Hij is erelid van de schrijversvereniging Tekstnet en ambassadeur ‘begrijpelijke taal’ voor het gelijknamige NWO-programma. Bij zijn emeritaat (2013) werd hij benoemd tot officier in de Orde van Oranje-Nassau.